# ارين جي
ارين جي (بالإنجليزية: Warren G)‏ (و. 1970  م) هو مغني راب، ومنتج أسطوانات، ومغني، وملحن أمريكي، ولد في لونغ بيتش، كاليفورنيا.

## وصلات خارجية
- ارين جي على موقع IMDb (الإنجليزية)
- ارين جي على موقع ميوزك برينز (الإنجليزية)
- ارين جي على موقع إن إن دي بي (الإنجليزية)
- ارين جي على موقع أول ميوزيك (الإنجليزية)
- ارين جي على موقع ديسكوغز (الإنجليزية)
- ارين جي على موقع ديسكوغز (الإنجليزية)
- ارين جي على موقع قاعدة بيانات الفيلم (الإنجليزية)
- ارين جي في قاعدة بيانات الأفلام على الإنترنت